# Kelaniya

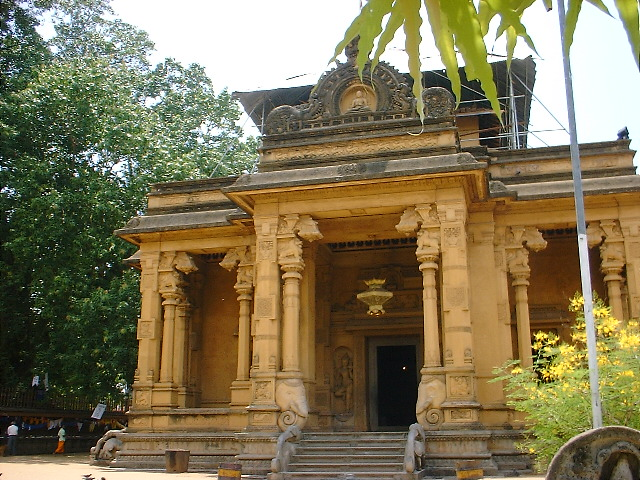
Kelaniya Temple.

Kelaniya és un suburbi de Colombo a la Província Occidental, Sri Lanka. És coneguda pel temple budista construït a la riba del riu Kelani, el qual corre a través del suburbi. És també un centre religiós per veneració de la figura de Vibhishana.

## Importància històrica i cultural
Kelaniya (Kalyani) és esmentada al Ramayana i en la crònica budista, el Mahawansa que declara que el Gautama Buda (segle v aC) va visitar el lloc, després de la construcció del dagaba del temple.
El suburbi és també d'importància històrica com la capital d'un rei provincial Kelani Tissa (segle I aC) de qui la filla, Viharamahadevi fou la mare de rei Dutugemunu el Gran, considerat com el més il·lustre dels aproximadament 186 reis de Sri Lanka entre el segle V aC i 1815.
Els budistes de Sri Lanka creuen que Buda va visitar Kelaniya per tal d'arranjar una disputa entre dos caps Nāga de dues faccions enfrontades: Chulodara (literalment "el ventre-petit") i Mahodara (literalment "el ventre-gran"). Es barallaven per una joia incrustada al tron. Després que el Buda els va mostrar la futilitat de la seva baralla es van convertir al budisme i junts van oferir el tron al Buda. És cregut que el Dagaba (Stupa o temple budista) avui existent va ser construït amb el tron com a relíquia al interior.

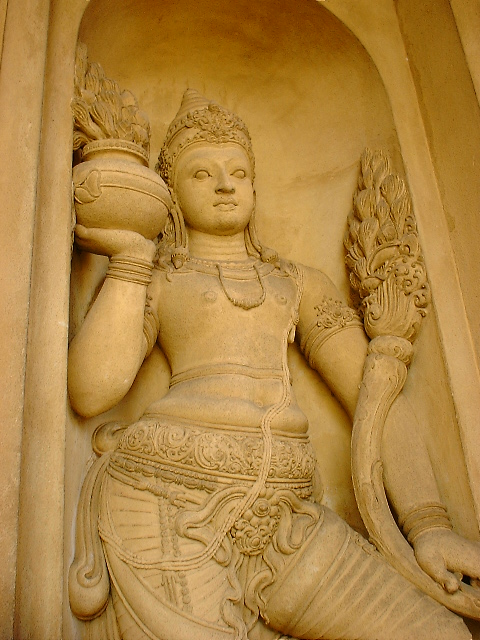
Escultura del temple de Kelaniya.

Kelaniya Raja Maha Vihara ha esdevingut famós a causa de les pintures i escultures de Solias Mendis descrivint diversos esdeveniments de la història de Sri Lanka. Milers dels budistes van al lloc per veure el buda de Kelaniya, popularment referit com Duruthu Maha Perahera de Kelaniya, el mes de gener cada any.
Segons el Ramayana, després que el rei Ravana va morir, Vibeeshana fou coronat rei de Lanka per Lakshmana a Kelaniya. Hi ha murals decorats fora del temple budista que descriuen la coronació de Vibeeshana. El riu Kelani és esmentat en el Valmiki Ramayana i el palau de Vibeeshana es diu que estava a la riba del riu. El rei Lakshmana va coronar a Vibeeshana perquè Rama havia de tornar a l'Índia a continuar el seu auto-exili de 14 anys per honrar el compromís al seu pare, el rei Dasarath de Ayodhya.